# مكتب الكحول والتبغ والأسلحة النارية والمتفجرات

شعار مكتب الكحول والتبغ والأسلحة النارية والمتفجرات.

مكتب الكحول والتبغ والأسلحة النارية والمتفجرات (بالإنجليزية:Bureau of Alcohol, Tobacco, Firearms and Explosives) هي منظمة إنفاذ القانون إتحادية تابعة لوزارة العدل في الولايات المتحدة.

## روابط خارجية
- الموقع الرسمي